# Philodicus fuscus
Philodicus fuscus là một loài ruồi trong họ Asilidae. Philodicus fuscus được Macquart miêu tả năm 1838. Loài này phân bố ở miền Ấn Độ - Mã Lai.